# ラボ・パーティ
ラボ・パーティ（英語表記：Labo Party）は、現在は株式会社ラボ教育センターが運営する外国語教育社会団体。通称ラボ、LABO。

## 組織
会員をラボっ子、指導者をテューターと呼ぶ。
活動はテューターと呼ばれる教師個人の家や地域の集会所に小グループの子ども達が集まる形（パーティ活動）で行われる。各グループは「○○パーティ（○○はテューターの姓）」と呼ばれる。
組織は全国に広がり、数万の会員がいる。
組織が全国規模のため地方ごとで支部に分類される。またその支部の中でさらに細かく地区に分類され活動の範囲の指標になっている。

### ラボっ子
ラボっ子とは、ラボ・パーティにおいて活動を行っている子供たちをさす。
その年代は幅広く、0歳児からのプレイルームがあり、幼稚園、小中高大生が活動している。パーティの中心的役割を担ったり、地区の活動にも参加しリーダーとして活躍したりする。また高校生は支部の合宿、発表会などで実行委員を務められる他、季節ごとに行われる各地のキャンプでのシニアメイトとしても活動できる。大学生はパーティでの活動のほか支部活動に参加し、キャンプでの大学生コーチ、カレッジリーダー、表現活動などに参加できる。

### テューター
テューターとはラボ・パーティにおいて活動をラボっ子たちの指導をしている成人指導者のことをさす。
一定水準以上の語学教育能力を持ちながら家庭に入っている女性が中心。
ラボっ子同様に年齢層は幅広く、20代から70歳以上のテューターも存在する。テューターは月に一度から数ヶ月に一度の割合でテューター研修を行っている。テューターがキャンプに参加すると、キャンプ中はロッジマザーなどと呼ばれ、ロッジのお母さん的な役割を果たしている。主な役割は、ラボっ子の安全管理、シニアメイトの手伝いなど。キャンプは基本的にラボっ子主体で進めるため、ロッジマザーが前に立って何かをすることは滅多にない。その他ラボっ子と一緒にホームステイに行き、ステイ先でのラボっ子の様子を聞いたり、日本の本部へ連絡する役割も一部テューターが補っている。ホームステイに行くテューターのことを通称シャペロンという。

## 活動内容
子どもに対し、母国語である日本語を大切にしつつ、プラスアルファで主に英語を通じてコミュニケーション教育、異文化交流などを行う。世界の話や文学、詩や歌に触れる環境（「ラボ・ライブラリ」としてCD が多数制作されており、ラジオドラマのように鑑賞可能）があり、その上で、年齢、国籍などに縛られない交流の機会がある。活動に英語を用いるが、英語習得を目的とした塾やスクールの類ではない。
テューターがラボっ子を指導したり、何かを教えるのではなく、ラボっ子の自主性を大切にし、ラボっ子が自ら活動を企画したり運営したりすることも多い。しかし、「ラボとはなにかということを、当事者であるわれわれがうまく説明できない」と、ラボ教育センター自身もラボが一体どのようなものか、簡単に説明できない難しさを感じている。一方、門脇厚司は、ラボ・パーティへの参加によって子どもに「社会力」が身につくことを、アンケート結果によって示している。主に日本語と英語を中心とした言語活動と、異年齢集団活動による社会力の形成がラボ・パーティで達成されていると思われる。また、仁衡琢磨は、ラボ教育の骨子を「ことば、物語、表現」であるとしている。

### ホームステイ
ラボっ子たちを対象として海外でのホームステイプログラムが設定されている。
北米へ1年間の留学(高校生以上)がある。ラボの国際交流では事前活動への参加が条件となっており、ホームステイに行くことを希望しているラボっ子は事前に申し込みをし、ホームステイに行く前年の11月からホームステイに行く年の7月まで事前活動を行っている。また、ホームステイに行った後も事後活動というものがあり、未来へと続けることができる。また、諸外国からのホームステイの受け入れ等も行っている。
ニュージーランド・韓国・カナダ・アメリカ行きは夏、中国行きは春に行なわれる。

### オレゴン国際キャンプ
アメリカのオレゴン州に行き、現地の子どもたちと自然を満喫しながら行なう自然キャンプ。
ホームステイとは別に開催され、ホームステイより期間が短い。

## 施設

### ラボランド黒姫
長野県黒姫高原の3万坪にもおよぶキャンプ施設。
ペンションと同じような宿泊ロッジが24棟設置されており、それぞれ有名な山や大河などからロッジ名をとりアンデス1やロッキー2のようによばれる。
なおキャンプ期間外は貸し別荘として一般にも開放されている。
また、宿泊ロッジ以外にも
- たろう丸本部　(キャンププログラム運営本部棟 2015/12リニューアル)
- ぐるんぱ城　(本部棟ならびに厨房棟)
- 集雲堂　(集会棟　2010/12リニューアル)
- 鴻来坊　(茶室のある和風建物)

などの施設がある。

## 教材
テーマ活動やソングバードに使われる音源を収録したCD＋本をラボ・ライブラリーと呼び、会員は好きなものを購入できる。通常4枚組CD＋本が1セットで、一部は一般の書店でも市販されている。1990年代にCD化される前は、収録時間約15分×13トラックの専用テープ（通称「ラボテープ」）であった。

### ソングバード
主に英語圏の童謡、わらべ歌（ナーサリーライム）等を英語のみで収録し、ラボっ子は音楽にあわせ踊ったりして楽しむ（フォークダンス）。
ソングバードは、不定期に新作が発表される。英語、フランス語、スペイン語、韓国語、中国語の童謡などが収録されている。なお、1990年代のCD化の際にリニューアル録音された歌も多い。
以下の作品がある。
- C.W.ニコルのフォークソング 流浪の詩（さすらいのうた） There Were Singing Folk（45曲、1972年1月発表）
- We Are Songbirds 歌の好きな小鳥になろう（72曲、1990年12月CD化の際にリニューアル&発表）
- We Are Songbirds 2（43曲、1977年6月発表）
- We Are Songbirds 3（94曲、1981年3月発表）
- POEMS AND NURSERY RHYMES 1（詩17編&歌52曲、1982年12月発表）
- POEMS AND NURSERY RHYMES 2（詩46編&歌181曲、1998年6月発表）
- ひとつしかない地球 The One and Only Earth（32曲、2004年6月発表）

### ラボ・ライブラリー（音声CD）
1センテンスずつ交互に英語と日本語が語られ（中国語、韓国語などの言語が使われたものもある）、ネイティブの英語を耳で聞きながら物語を楽しめるようになっている。とりあげる題材などは、「注文の多い料理店」(宮沢賢治)や「ピーターパン」、さらにはシェイクスピア作品など有名な作品も多く、「ハムレット」もそのうちの一つとなっている。
単なる朗読CD ではなく、効果音や音楽も本格的で、『映像の無い映画』と評価できるほど、その完成度、水準は非常に高い。例えば物語を語るナレーターには久米明、江守徹、岸田今日子、宇野重吉、橋爪功、渡辺篤史、戸田恵子、上川隆也などの著名人、更に、観世流能楽師・観世栄夫や狂言の重要無形文化財保持者だった六世野村万蔵とその子息の四世野村万之丞（現:野村萬）・二世野村万作・野村万之介が参加した作品もある。
オリジナルのイラストを用いた本は、絵本作家の司修ら以外にも、前衛芸術家だった赤瀬川原平、高松次郎のような現代画家で含み、音楽担当者にも林光や間宮芳生の名が見られる。

## 歴史
- 1966年 株式会社テック（東京イングリッシュ・センター）の一部門としてラボ教育センター発足。
- 1968年 ラボ・サマーキャンプ開始
- 1969年 ラボ活動の核をなす、物語テープの第一巻「The Thunder Boy」を発売[6]。 また、「テーマ活動」を活動の中心にする[6]。
- 1971年 ラボランド設立。（長野県黒姫高原　面積10万㎡、宿泊人数650人）
- 1972年 国際交流開始 179名が米国にホームステイ。
- 1973年 財団法人ラボ国際交流センター発足。
- 1985年 株式会社ラボ教育センター設立[7]。
- 1986年 ラボ・中国青年交流開始
- 1987年 ラボ日本語教育研修所設立
- 1990年 NHK「英語であそぼ」のイベント ラボ主催。
- 1990年 ラボ・ライブラリーCD市販開始。
- 1995年 ラボ国際交流参加者がのべ36000人になる。
- 1996年 ラボランドロッジ改築。
- 2006年 ラボ言語教育総合研究所設立。
- 2016年 ラボ発足50周年を迎える。

### 分裂
1980年に活動の理念、方針の対立から三団体に分裂する。直接の契機はライブラリー「国生み」の発刊にまつわる混乱であったが、実際にはそれまでに蓄積された内部矛盾の顕在化の結果であった。
創業者の榊原陽は70年代からの多言語への取り組みを推し進めて「七カ国語を話す日常がある」のヒッポファミリークラブを、谷川雁はテーマ活動の深化を目指して宮沢賢治作品の立体化に取り組む十代の会(のちものがたり文化の会へ統合)をたちあげ、ともにラボを離脱する。
当時二千人近くいたテューターは一割以上が混乱時に辞め、三分の二が労組支援の「ラボ」(現在のラボ・パーティ)に残り、三分の一が榊原、谷川について別れた。
谷川雁は左派として知られ、初期には労使の対立（いわゆる「テック争議」）で世を賑わせたこともあるが、現在のラボ・パーティは教育機関として政治的、宗教的中立を守っている。
多言語と国際交流を推し進めたヒッポファミリークラブからはテーマ活動が消え(ソングバードは名前を変えて継承される)、物語(テーマ活動)を追求し、「人体交響劇」としての結実を見たものがたり文化の会のライブラリーからは、やがて多言語の取り組みが姿を消していく。
現在、これら三団体の間に活動の提携はない。

## 関連人物
榊原陽
ラボ創業者。1980年に退社して、1981年にヒッポファミリークラブを創設した。
谷川雁
ラボ教育を創り、その草創期にラボ教育の手法を確立、教材制作の責任者として1979年の解任までの全てのラボ・ライブラリの制作を行った。また「らくだ・こぶに」の筆名で自ら幾つかのラボ・ライブラリの物語を創った。
C・W・ニコル
ラボの黎明期から現在まで深く活動や関連著書、教材の作成に関わっていた。
牟岐礼
作曲家、編曲家。教材の制作等に多く携わっている。
鈴木孝夫
言語学者・慶應義塾大学名誉教授。関連著書の執筆等、初期から深く活動に関わっている。
斎藤惇夫
児童文学者
門脇厚司
教育社会学者・ラボ言語教育総合研究所代表
田島信元
発達心理学者
宮沢和史
THE BOOMのヴォーカル。
ラボ・パーティ40周年記念イベントでラボっ子、テューター及びラボ事務局員のみを対象としたコンサートを行ったり、ラボオリジナル教材の為の書き下ろし曲（ひとつしかない地球）の提供をする等、その活動に関わっている。

## 外部サイト
- ラボ・パーティの公式サイト
- ラボ国際交流センター
- ラボランド くろひめ
- ラボCDライブラリー（試聴可能）